# Leptotettix pubiventris
Leptotettix pubiventris är en insektsart som beskrevs av Bolívar, I. 1881. Leptotettix pubiventris ingår i släktet Leptotettix och familjen vårtbitare. Inga underarter finns listade i Catalogue of Life.